# Красная Гора (Тверская область)
Красная Гора — село в Калининском районе Тверской области. Центр Красногорского сельского поселения.
Расположена в 22 км к юго-западу от Твери, между Старицким шоссе (28К-0576 «Тверь—Ржев») и рекой Тьмака.

## История
В Списке населённых мест 1859 года значится владельческое село Воскресенское (Собакино) с православной церковью (24 версты от Твери, 17 дворов, 112 жителей). В 1743-54 годах в селе вместо прежней деревянной на средства владельца села А. Д. Кафтырева была построена Воскресенская церковь со Знаменским приделом, сгоревшая в 1777 г. В 1779 году из с. Петровское был перевезен храм, освященный в честь Обновления храма Воскресения. Каменная Воскресенская церковь с приделами Знамения и Николая Чудотворца с двухъярусной колокольней была сооружена на средства секунд-майора И. Я. Неелова и подпоручика А.С Кафтырева в 1801-04 годах. Храм освящен в 1816 году, а приделы позднее. В 1904-07 гг. по проекту архитектора В. И. Назарина вместо прежней трапезной возведена новая значительно больших размеров.
В середине XIX — начале XX века село центр Воскресенской волости и прихода Тверского уезда, в 1886 году — 27 дворов, 127 жителей, земская школа, красильное заведение, чайная и мелочная лавки.
В 1914 году прихожан Воскресенской церкви в селе и в деревнях Борисково, Антоново, Гудово, Владеево, Максимовское, Шалайково, Шулгино, Порядино, Спасское, Талутино — 3594 человека.
В 1925 году село Воскресенское-Собакино переименовано в Бухарино. В 1925-29 годах Бухарино центр одноимённого сельсовета Быковской волости Тверского уезда. В середине 1930-х переименовано в Красную Гору. В 1940-х годах село относилось к Борисковскому сельсовету, в 1950-х — к Некрасовскому сельсовету.
В 1997 году — 229 хозяйств, 591 житель; администрация сельского округа, центральная усадьба АО «Крестьянин», начальная школа, ДК, библиотека, КБО, медпункт, отделение связи, столовая, магазин.

## Население
| 1859 | 1886 | 1997 | 2002 | 2010 |
| ---- | ---- | ---- | ---- | ---- |
| 112  | ↗127 | ↗591 | ↘542 | ↗594 |

## Достопримечательности
В селе расположена действующая Церковь Воскресения Словущего.